# Markus Gabriel Manz
Markus Gabriel Manz (Stuttgart, 3 de setembro de 1967) é um médico, hematologista e oncologista alemão.
Recebeu o Prêmio Otto Naegeli de 2016 e o Prêmio Cloëtta de 2017.

## Publicações
- zu klinischen Studien
- aus dem experimentellen Labor